# Frankliniella unicolor
Frankliniella unicolor är en insektsart som beskrevs av Gary Scott Morgan 1925. Frankliniella unicolor ingår i släktet Frankliniella och familjen smaltripsar. Inga underarter finns listade i Catalogue of Life.